# 441
441 је била проста година.

## Догађаји
- Википедија:Непознат датум — Хуни срушили Београд, Гамзиград и Медијану.

- Хрисафије, главни министар, убеђује цара Теодосија II у Цариграду да отпусти своју сестру Елију Пулхерију, због њене политике протеривања Јевреја и уништавања њихових синагога.
- Теодосија II шаље источну царску флоту, под командом романо-готских Ареобиндуса, у воде Сицилије, да изненади Вандале.
- Елија Пулхерија одлази у морску луку Хебдомон (Турска) и постаје монахиња да би подржала несторијанство у Светој земљи (Палестина).
- Хуни, предвођени Атилом, нападају Констанцу (савремена Румунија), једну од ретких преосталих римских утврђења на северној обали Дунава, која је одређена као сигурна трговачка станица. На дан препуног пијачног дана, Хуни су изненадили град и поклали читав гарнизон.
- Саксонци се налазе на ушћу реке Темзе. Након периода мира, Вортимер (син краља Вортигерна), побеђује Саксонце у четири битке у Кенту (према Англо-Саконс Хроникл).
- Краљ Хермерик умире после двогодишње болести; наследио га је син Рехила, који постаје једини владар над Свебским краљевством Галиције.
- Рехила упада у Бетику и осваја престоницу Севиљу. Римљани су протерани са Пиринејског полуострва са изузетком Леванта
- 8. новембар – Први сабор у Оранжу сазван је под вођством Иларија Арелатског у Оранжу (Француска).
- Персијски краљ Јаздегерд II потписује мировни уговор након кратког рата са Источним римским царством. Теодосије II шаље свог команданта, Анатолија, да закључи своје услове и обећа да неће градити никаква нова утврђења дуж пограничних територија.
- Домн II Антиохијски је наследио свог стрица Јована на месту антиохијског патријарха